# Emanuel Winternitz
Emanuel Winternitz (geboren 4. August 1898 in Wien, Österreich-Ungarn; gestorben 20. August 1983 in New York) war ein österreichischer Jurist und US-amerikanischer Musikwissenschaftler.

## Leben
Emanuel Winternitz war ein Sohn des Paul Winternitz und der Gisela Steingraber. Er bekam Unterricht im Klavierspiel bei seiner Mutter und in Komposition bei Franz Schmidt. Er wurde im Ersten Weltkrieg 1916 Soldat der Österreich-ungarischen Armee und erhielt 1918 die Matura. Er studierte Rechtswissenschaften an der Universität Wien, wo er 1922 promoviert wurde. In der Kelsen-Sander-Kontroverse schlug er sich mit zwei Aufsätzen auf die Seite seines Rechtslehrers Hans Kelsen. 1923 hielt er mit einem Stipendium Vorlesungen an der Universität Hamburg und hörte bei Ernst Cassirer. In Wien unterrichtete er an der Volkshochschule und war Teilnehmer des Freitags-Seminars des Ökonomen Ludwig Mises, das dieser in der Wirtschaftskammer Wien abhielt. Ab 1929 arbeitete er als Wirtschaftsanwalt in Wien. 1936 hatte er einen Auftritt beim Prozess gegen den Mörder Moritz Schlicks.
Nach dem Anschluss Österreichs 1938 halfen ihm sein Freund Alfred Schütz bei der Flucht in die Schweiz und Fritz Machlup beim Visum für die USA, wo er 1943 eingebürgert wurde. „Seine rechtsphilosophische Vergangenheit hat er ganz in Wien zurückgelassen“, er verlegte sich auf die Harmonielehre und die Musikinstrumentenkunde und arbeitete ab 1938 am Fogg Art Museum. 1941 erhielt er eine Stelle am Metropolitan Museum of Art in New York, wo er eine Konzertreihe mit Alter Musik auf historischen Instrumenten gründete. Er wurde 1949 Museumskurator deren Musikinstrumentensammlung und trat 1973 in den Ruhestand.
Winternitz bekam 1946 eine Guggenheim Fellowship und unterrichtete Musikgeschichte 1947/48 an der Columbia University, 1949 bis 1960 in Yale, 1961 bis 1965 an der Rutgers University und danach bis zu seinem Tod an der City University of New York. Er galt als Spezialist für die Aufzeichnungen Leonardo Da Vincis zur Instrumentenkunde. 1976 wurde Winternitz Ehrenmitglied der Österreichischen Gesellschaft für Musikwissenschaft und erhielt in Österreich das Ehrenkreuz für Wissenschaft und Kunst.

## Schriften (Auswahl)

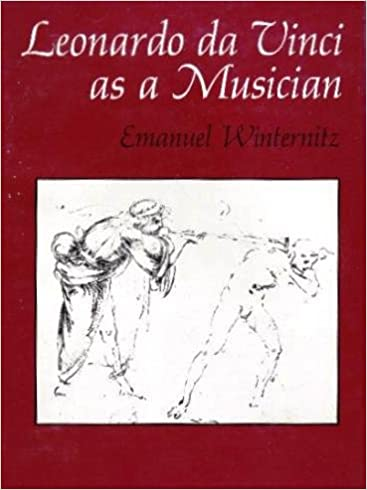
Leonardo da Vinci (1982)

- Bagpipes and Hurdy-Gurdies in their Social Setting. The Metropolitan Museum of Art Bulletin, 1943
- Musical autographs from Monteverdi to Hindemith. Princeton, NJ : Princeton University Press, 1955
- Die schönsten Musikinstrumente des Abendlandes. Fotos Lilly Stunzi. Übersetzung Werner Bachmann. München : Keyser, 1966
- Musical instruments and their symbolism in western art. London : Faber & Faber, 1967
- Gaudenzio Ferrari : his school and the early history of the violin = Gaudenzio Ferrari : la sua scuola e la protostoria del violino. Varallo Sesia : Societa Conservazione Opere Arte Monumenti Valsesia, 1967
- Leonardo da Vinci as a musician. New Haven: Yale University Press, 1982, ISBN 0-300-02631-5